# ديونيسيو غوتيريز
ديونيسيو غوتيريز (بالإسبانية: Dionisio Gutiérrez Mayorga)‏ هو رائد أعمال غواتيمالي، ولد في 1959 في مدينة غواتيمالا في غواتيمالا.